# Centrarthra brunnea
Centrarthra brunnea là một loài bướm đêm trong họ Noctuidae.